# Krabia
 Krabia  ist eine ausgestorbene Gattung der Primaten, die vor rund 35 Millionen Jahren im späten Eozän im Gebiet des heutigen Thailand vorkam. Die Gattung wurde erstmals 2013 wissenschaftlich beschrieben. Einzige Art der Gattung ist Krabia minuta.

## Namensgebung
Die Bezeichnung der Gattung ist abgeleitet vom Fundort auf dem Gebiet der Stadt Krabi in Südthailand. Das Epitheton der Typusart, minuta, ist abgeleitet von lateinisch minutus: „klein, winzig“. Krabia minuta bedeutet dem Sinne nach folglich „kleiner Affe aus Krabi“.

## Erstbeschreibung
Die Erstbeschreibung der Gattung Krabia erfolgte 1997 anhand eines Fossils, das in der Bang Mark Pit der Krabi Coal Mine entdeckt worden war. Holotypus und zugleich einziger der Gattung zugeschriebener Fund ist das Fragment eines Oberkiefers mit fünf erhaltenen Zähnen (linker Prämolar 4, Eckzahn, Molar 1–2; rechter Molar 1–2) sowie einem kleinen Bruchstück der Zahnwurzel vom linken Molar 3. Da der Zahnschmelz stark abgerieben ist, handelt es sich bei diesem Fossil um die Überreste eines in relativ hohem Lebensalter gestorbenen Individuums. Anhand der Größe der Zähne wurde in der Erstbeschreibung geschlossen, dass die Tiere dieser Art zu Lebzeiten ein Körpergewicht von 225 bis 235 Gramm hatten.
Anhand der morphologischen Merkmale der Zahnkronen wurde Krabia insbesondere gegen Eosimias und Siamopithecus abgegrenzt und als Schwestergattung von Ganlea interpretiert. Verwahrort des Oberkiefers (Sammlungsnummer MPFT-05-1) ist die Paläontologische Sammlung der Universität Poitiers.
Aus der gleichen Fundstelle (Bang Mark Pit) und der gleichen erdgeschichtlichen Epoche stammt die sehr viel größere Gattung Siamopithecus.

## Belege
1. ↑  Yaowalak Chaimanee et al.: A new Late Eocene primate from the Krabi Basin (Thailand) and the diversity of Palaeogene anthropoids in southeast Asia. In: Proceedings of the Royal Society B. Band 280, 2013, 2013280, doi:10.1098/rspb.2013.2268, Volltext.